# Dysmilichia bicyclica
Dysmilichia bicyclica är en fjärilsart som beskrevs av Otto Staudinger 1888. Dysmilichia bicyclica ingår i släktet Dysmilichia och familjen nattflyn. Inga underarter finns listade i Catalogue of Life.